# توماس جي
توماس جي (بالإنجليزية: Thomas Gee)‏ هو كاهن وطباع وصحفي وسياسي بريطاني (وحمل سابقاً جنسية المملكة المتحدة لبريطانيا العظمى وأيرلندا)، ولد في 24 يناير 1815 في المملكة المتحدة، وتوفي بنفس المكان في 28 سبتمبر 1898.